# Olympische Sommerspiele 1904/Turnen – Mannschaftsmehrkampf (Männer)
Der Mannschaftsmehrkampf im Turnen wurde während der Olympischen Sommerspiele 1904 im Francis Field am 1. und 2. Juli ausgetragen. Der Mannschaftsmehrkampf war für Vereinsmannschaften ausgeschrieben. Insgesamt nahmen 13 amerikanische Vereinsmannschaften mit je sechs Turnern teil. Die Teilnahme ausländischer Vereine wäre grundsätzlich möglich gewesen, es waren jedoch keine anwesend. Fast alle Teilnehmer waren Amerikaner deutscher Herkunft, die Vereine trugen ausschließlich deutsche Namen. 

## Wettkampfformat
Grundlage für das Ergebniss des Mannschaftsmehrkampfes bildeten die Ergebnisse aus dem Einzelmehrkampf. Dieser bestand aus zwölf Teilen, deren Ergebnisse zusammengezählt wurden. Zu den neun turnerischen Übungen gehörten je zwei Pflicht- und eine Kürübung am Barren, am Reck und beim Pferdsprung. Hinzu kamen drei Disziplinen der Leichtathletik: Weitsprung, Kugelstoßen und ein Lauf über 100 Yards (91,44 m). Auf den ersten fünf Plätzen lagen Teilnehmer aus Mitteleuropa.

## Ergebnisse
| Rang | Mannschaft | Punkte | Punkte    | Punkte     | Punkte      | Punkte |
| Rang | Mannschaft | Geräte | 100 Yards | Weitsprung | Kugelstoßen | Gesamt |
| ---- | --- | ------ | --------- | ---------- | ----------- | ------ |
| 1    | Vereinigte StaatenTurngemeinde Philadelphia John Grieb Anton Heida Max Hess Philipp Kassel Julius Lenhart Ernst Reckeweg                   | 200,73 | 51,5      | 60,0       | 57,9        | 370,13 |
| 2    | Vereinigte StaatenNew York Turnverein Emil Beyer John Bissinger Arthur Rosenkampff Julian Schmitz Otto Steffen Max Wolf                    | 204,17 | 44,0      | 53,0       | 55,2        | 356,37 |
| 3    | Vereinigte StaatenCentral Turnverein Chicago John Duha Charles Krause Robert Maysack George Mayer Edward Siegler Philip Schuster           | 190,89 | 47,0      | 57,6       | 57,3        | 352,79 |
| 4    | Vereinigte StaatenConcordia Turnverein St Louis John Dellert George Eyser William Merz Henry Weyland George Stapf Emil Voigt               | 200,41 | 40,5      | 51,6       | 51,5        | 344,01 |
| 5    | Vereinigte StaatenSouth St Louis Turnverein Christian Deubler John Laichinger Andrew Neu William Tritschler Edward Tritschler Charles Umbs | 182,92 | 46,5      | 54,3       | 54,6        | 338,32 |
| 6    | Vereinigte StaatenNorwegier Turnverein, Brooklyn Ragnvald Berg Harry Hansen Oluf Landnes Birger Nilsen Oliver Olsen Charles Sorum          | 183,80 | 47,5      | 55,1       | 51,6        | 338,00 |
| 7    | Vereinigte StaatenTurnverein Vorwärts, Chicago James Dwyer Theodore Gross Jacob Hergenhahn Henry Koeder Henry Kraft Rudy Schrader          | 181,68 | 42,0      | 52,0       | 54,0        | 329,68 |
| 8    | Vereinigte StaatenDavenport Turngemeinde Bernard Berg Leander Keim Otto Niemand Phillip Sonntag Reinhard Wagner Harry Warnken              | 166,02 | 45,0      | 55,8       | 58,7        | 325,52 |
| 9    | Vereinigte StaatenLa Salle Turnverein, Chicago George Aschenbrenner Otto Feyder William Horschke Walter Real Emil Rothe Frank Ihrcke       | 171,63 | 45,0      | 52,7       | 48,8        | 318,13 |
| 10   | Vereinigte StaatenPassaic Turnverein Max Rascher Martin Fischer P. Gussmann Gustav Hämmerlin P. Ritter Curt Roedel                         | 172,99 | 34,5      | 47,0       | 46,9        | 301,39 |
| 11   | Vereinigte StaatenMilwaukee Turnverein Robert Herrmann Leo Hunger August Placke Louis Rathke Christian Sperl John Wussow                   | 140,57 | 41,0      | 51,6       | 53,8        | 286,97 |
| 12   | Vereinigte StaatenSocialer Turnverein, Detroit William Fiedrich Clarence Lidington Alvin Kritschmann John Miesel Bob Reynolds Otto Roesner | 139,85 | 38,5      | 50,7       | 44,6        | 273,65 |
| 13   | Vereinigte StaatenTurnverein Vorwärts, Cleveland William Berwald Edward Hennig Rudolph Krupitzer Michael Lang Paul Stendel Ted Studier     | 148,94 | 34,5      | 44,9       | 43,5        | 271,84 |